# Porkan

Chemická struktura porkanu, přesněji jde o „(3RS)-1,1,2,2,3-pentamethylbicyklo[2.1.0]pentan“

Porkan („1,1,2,2,3-pentamethylbicyklo[2.1.0]pentan“) je fiktivní organická sloučenina, bicyklický uhlovodík s pětivazným atomem uhlíku.
Širší chemická veřejnost byla s touto látkou seznamována na stránkách Chemických listů, poprvé v roce 1985.

norporkan

Odstraněním methylové skupiny z uhlíku č. 1 („předního“) vzniká norporkan (1,2,2,3-tetramethylbicyklo[2.1.0]pentan), který je již sloučeninou spíše hypotetickou než fiktivní, pokud ještě nebyl připraven.